# Orahuahili
Orahuahili is een bestuurslaag in het regentschap Nias Selatan van de provincie Noord-Sumatra, Indonesië. Orahuahili telt 635 inwoners (volkstelling 2010).